# Live at Shepherds Bush Empire 8th october 2011
Live at Shepherds Bush Empire 8th october 2011 is een livealbum van Caravan. Het album bevat een gedeeltelijke registratie van het concert dat op 8 oktober 2011 werd gegeven in Shepherds Bush Empire in het kader van een reünietournee. De stem van Pye Hastings was die avond niet geheel stabiel.

## Musici
- Pye Hastings – zang, gitaar
- Jim Leverton – basgitaar
- Jan Schelhaas – toetsinstrumenten
- Geoffrey Richardson – altviool, dwarsfluit, gitaar en percussie
- Mark Walker – slagwerk, wasbord

## Muziek
| Nr. | Titel                           | Duur |
| --- | ------------------------------- | ---- |
| 1.  | Memory Lain Hugh                | 4:37 |
| 2.  | Headloss                        | 8:32 |
| 3.  | Why why why?                    | 1;16 |
| 4.  | Golf girl                       | 5:16 |
| 5.  | Smoking gun                     | 6:08 |
| 6.  | The unauthorised breakfast item | 4:52 |
| 7.  | Nightmare                       | 9:12 |

| Nr. | Titel                                        | Duur  |
| --- | -------------------------------------------- | ----- |
| 1.  | In the land of grey and pink                 | 5:02  |
| 2.  | The dog, the dog, he’s at it again           | 5:30  |
| 3.  | Fingers in the till                          | 5:46  |
| 4.  | It's not real                                | 5:48  |
| 5.  | Nine feet underground                        | 18:10 |
| 6.  | I’m on my way                                | 4:42  |
| 7.  | Love to love you (and tonight pigs will fly) | 4:01  |